# Філідор оливковий
Філідо́р оливковий (Syndactyla guttulata) — вид горобцеподібних птахів родини горнерових (Furnariidae). Ендемік Венесуели.

## Підвиди
Виділяють два підвиди:
- S. g. guttulata (Sclater, PL, 1858) — гори на півночі Венесуели (від Яракуя до Столичного округу);
- S. g. pallida Zimmer, JT & Phelps, 1944 — гори на північному сході Венесуели (Ансоатегі, Сукре і північний Монагас).

## Поширення і екологія
Оливкові філідори мешкають в горах Прибережного хребта на півночі і північному сході Венесуели. Вони живуть в підліску вологих гірських тропічних лісів. Зустрічаються на висоті від 900 до 2100 м над рівнем моря.